# Peperomia croizatiana
Peperomia croizatiana är en pepparväxtart som beskrevs av Steyermark. Peperomia croizatiana ingår i släktet peperomior, och familjen pepparväxter. Inga underarter finns listade i Catalogue of Life.